# Терентьев, Кирилл Александрович
Кири́лл Алекса́ндрович Тере́нтьев (1 ноября 1979, Москва) — российский футболист, защитник. Мастер спорта России.

## Карьера
Воспитанник СДЮШОР московского «Спартака». Первый тренер — Михаил Сергеевич Буренков. В 16 лет получил приглашение поиграть в Ирландии. В дублинском «Шелбурне» провёл около года, в основном играя в молодёжной команде, после чего пришлось вернуться в Россию из-за проблем с оформлением студенческой визы.
После возвращения выступал за московский «Патриот», который тогда тренировал Юрий Севидов. Вскоре получил травму позвоночника, и карьера футболиста оказалась под вопросом. На лечение травмы ушло около двух лет, после чего Терентьев пытается вернуться в большой футбол. Сначала выступает за «Спортакадемклуб», но там почти не играет. Затем переходит в московские «Крылья Советов». Через полгода Александр Пискарёв приглашает его в команду «Мострансгаз». Перед сезоном 2003 года «Мострасгаз» сменил название на «Медик», но не прошёл регистрацию в ПФЛ и был расформирован. Терентьев пробует себя в другом московском клубе, выступавшем во Втором дивизионе, «Уралане-ПЛЮС», но тот спустя 9 туров из-за отсутствия финансирования снимается с первенства, и в итоге Кирилл подписывает контракт с щёлковским «Спартаком».
В 2006 году уезжает в Белоруссию, где выступает за команду «Нафтан» из Новополоцка. Отыграв практически все матчи в чемпионате, Терентьев не продлевает контракт с клубом и на правах свободного агента переходит в брянское «Динамо». Вместе с командой дошёл до полуфинала Кубка России 2006/07, за что ему было присвоено звание мастера спорта России. В начале 2008 года подписал контракт с курским «Авангардом». 2009 год провёл в одном из клубов Любительской футбольной лиги, после чего вновь вернулся в «Авангард». По окончании сезона «Авангард» вылетел во Второй дивизион, а со многими игроками, в том числе и с Терентьевым, контракты продлены не были. В марте 2011 года подписал соглашение с тверской «Волгой».

## Достижения
- Полуфиналист Кубка России: 2006/07